# Hyllus angustivulvus
Hyllus angustivulvus là một loài nhện trong họ Salticidae.
Loài này thuộc chi Hyllus. Hyllus angustivulvus được Lodovico di Caporiacco miêu tả năm 1940.